# 串驪棋
串驪棋（Network）是桌上遊戲設計師席德·薩克森在1969年推出的兩人棋類。

## 棋具
- 8*8方格棋盤。
  - 除四個角落格外，各邊格稱為目標區，底頂兩橫行屬於先行方，左右兩縱行屬後行方。
- 每方十枚棋子，以顏色區分敵我。

## 規則
- 空秤開局。
- 每方回合放一枚己棋於空棋位。若已放完棋庫的己棋，則改放一枚棋盤上的己棋至其他空棋位。
  - 放子或行子皆不能至角落格、敵方目標區、或與鄰位有兩枚己棋以上的棋位。

- 以能先達成以下圖形獲勝，但不能造成同時達成。
  - 放子或行子後，設想有一條曲折線，以縱、橫、斜向串連至少六枚己棋，每串一枚皆須變換方向，線可交叉，不得重複同枚串連，不得越子，首尾兩端須各為兩對邊目標區的己棋，中間須為非目標區的己棋。[1]

## 外部連結
- 遊戲介紹（页面存档备份，存于）
- 遊戲下載